# Meccanismo di adeguamento del carbonio alle frontiere

Bandiera dell'Unione europea

Il meccanismo di adeguamento del carbonio alle frontiere (Carbon Border Adjustment Mechanism, CBAM), nel quadro del Green Deal europeo, è una normativa dell'Unione europea, proposta nel 2021 dalla Commissione europea e su cui è stato raggiunto un accordo provvisorio dai legislatori europei nel dicembre 2022, relativa ai dazi doganali ambientali sui prodotti con elevate emissioni di gas serra, importati nell'Unione europea. Riguarda le importazioni di cemento, ferro, acciaio, alluminio, fertilizzanti, elettricità, idrogeno.
Il «meccanismo di adeguamento del carbonio alle frontiere» è entrato in vigore il 1º ottobre 2023.

## Storia
Il 14 luglio 2021, la Commissione europea ha presentato il pacchetto Fit for 55 (Pronti per il 55%), che contiene la proposta di tassa sul carbonio sulle importazioni, chiamato "meccanismo di adeguamento del carbonio alle frontiere" (CBAM).
Questo meccanismo consiste nell'imporre un prezzo del carbonio sull'importazione di alcuni prodotti fabbricati in paesi extraeuropei che hanno standard ambientali meno severi rispetto a quelli dell'Unione europea. I settori interessati sono quelli con maggiori emissioni di gas serra: cemento, ferro, acciaio, alluminio, fertilizzanti, elettricità; e rappresentano 170 milioni di tonnellate di emissioni importate, secondo gli analisti Icis. Gli importatori saranno gradualmente obbligati ad acquistare crediti di carbonio, in base al prezzo del carbonio che avrebbero dovuto pagare se i beni fossero stati prodotti nell'Unione. Dal 2026, data prevista di entrata in vigore del meccanismo, gli importatori dovranno dichiarare la quantità di emissioni contenute nelle merci ricevute. L'obiettivo è evitare la delocalizzazione della produzioni che emettono gas serra, conosciuta come "rilocalizzazione delle emissioni di carbonio".
Il progetto potrebbe incentivare i produttori extraeuropei a ridurre le proprie emissioni; potrebbe portare sino a 17 miliardi di euro all'anno per il bilancio dell'Unione, in particolare per finanziare il piano di ripresa post Covid-19. In cambio, la Commissione prevede l'estinzione graduale, nell'arco di dieci anni, delle quote assegnate a titolo gratuito nell'ambito del mercato europeo delle emissioni (EU ETS) per dissuadere le delocalizzazioni, che, in tal modo, non avrebbero più ragione di esistere. I paesi più colpiti, come la Turchia o la Russia, si oppongono invocando le regole dell'Organizzazione mondiale del commercio (WTO).
Il vicepresidente esecutivo della Commissione, Valdis Dombrovskis, promette che «questo meccanismo sarà attentamente bilanciato e non discriminatorio [e terrà] pienamente conto del prezzo del carbonio pagato in altri paesi».
L'8 dicembre 2021, il Comitato economico e sociale europeo (CESE) ha approvato la proposta della Commissione europea sul meccanismo CBAM «con l'obiettivo di sensibilizzare in merito alle ambizioni dell'UE in materia di clima e di creare condizioni di parità all'interno del mercato unico».
Il 15 marzo 2022, l'Ecofin (Consiglio economia e finanza) dell'Unione europea ha raggiunto un accordo, nel pieno rispetto delle norme commerciali internazionali, per evitare che gli sforzi di riduzione delle emissioni di gas serra dell'Unione europea siano neutralizzati dalle importazioni di prodotti fabbricati in paesi terzi, nei quali le politiche in materia di cambiamento climatico sono meno severe rispetto a quelle dell'Unione.
Rispetto alla proposta iniziale della Commissione, il Consiglio ha optato per una maggiore centralizzazione nei casi in cui tale centralizzazione sia sensata e contribuisca a una maggiore efficienza, come, ad esempio, per il nuovo registro degli importatori.

Restano da precisare l'eliminazione graduale delle quote gratuite assegnate ai settori industriali contemplati dal "meccanismo" e la limitazione della potenziale rilocalizzazione delle emissioni di CO₂ legata alle esportazioni, in modo da garantire l'efficienza economica, l'integrità ambientale e la compatibilità del "meccanismo" con l'Organizzazione mondiale del commercio.

Il 22 giugno 2022, Il Parlamento europeo ha approvato la proposta della Commissione emedandola.
Il 13 dicembre 2022, il Consiglio dell'Unione europea e il Parlamento europeo «hanno raggiunto un accordo di natura provvisoria e condizionale» sul "meccanismo di adeguamento del carbonio alle frontiere".
Dal 1º ottobre 2023, gli importatori dovranno comunicare la quantità di emissioni contenute nelle merci ricevute. Ai settori interessati già previsti dalla Commissione (cemento, ferro, acciaio, alluminio, fertilizzanti, elettricità) sono stati aggiunti l'idrogeno e alcuni prodotti derivati, come dadi o viti, ma non la chimica organica né i polimeri (plastiche). Una clausola di revisione prevede tuttavia un riesame dei settori non interessati. Il testo prevede anche l'integrazione, un anno prima dell'entrata in vigore del meccanismo, di prodotti trasformati, come le automobili. I settori interessati rappresentano il 55-60% delle emissioni industriali nell'Unione.
Terminato il periodo di transizione, il "meccanismo di adeguamento del carbonio alle frontiere" entrerà in vigore nel 2026 (secondo la Commissione europea) o nel 2027 (secondo il Parlamento europeo), in base al quale gli importatori dovranno acquistare certificati di emissione in base al prezzo del carbonio che avrebbero dovuto pagare se i beni fossero stati prodotti nell'Unione.
Il 18 dicembre 2022, i rappresentanti del "trilogo" dell'Unione europea hanno trovato l'accordo per la riduzione graduale delle quote gratuite che ancora vengono conservate nel mercato delle emissioni (EU ETS) e la contestuale graduale attuazione del meccanismo CBAM, preservando la competitività delle industrie dell'Unione.
Il 10 maggio 2023 il Parlamento europeo e il Consiglio dell'Unione europea hanno approvato il Regolamento 2023/956 che istitutisce il «meccanismo di adeguamento del carbonio alle frontiere».
Il Regolamento è entrato in vigore il 1º ottobre 2023 e si applica a partire dal 31 dicembre 2024 per ottenere lo status di dichiarante CBAM e dal 1º gennaio 2026 per la presentazione della dichiarazione annuale.
Durante il periodo transitorio (1º ottobre 2023 - 31 dicembre 2025) gli importatori avranno l'unico obbligo delle dichiarazioni trimestrali.

## Pubblicazioni
- Proposta di REGOLAMENTO DEL PARLAMENTO EUROPEO E DEL CONSIGLIO che istituisce un meccanismo di adeguamento del carbonio alle frontiere, Bruxelles, Commissione europea, 14 luglio 2021.
- Segretariato generale del Consiglio, Progetto di regolamento del Parlamento europeo e del Consiglio che istituisce un meccanismo di adeguamento del carbonio alle frontiere, Bruxelles, Consiglio dell'Unione europea, 15 marzo 2022.
- Regolamento (UE) 2023/956 del Parlamento Europeo e del Consiglio del 10 maggio 2023 che istituisce un meccanismo di adeguamento del carbonio alle frontiere, in Gazzetta ufficiale dell'Unione europea, n. 130, 16 maggio 2023.